# 南苏丹—苏丹关系
南苏丹－苏丹关系簡稱南苏关系或苏南关系，是指苏丹和南苏丹之间的双边关系。南苏丹原属于苏丹的一部分，然而苏丹亦是南苏丹独立后第一个同其建交的国家。

## 历史
2011年7月9日南苏丹独立后双边关系正式开始，苏丹成为世界上第一个承认南苏丹独立的国家。然而，目前南苏丹和苏丹之间的关系仍然不佳，双方都支持对方领土上的反叛组织。

## 纠纷

### 石油运输
南苏丹因怀疑苏丹在南苏丹通过管道运输石油到苏丹港的途中偷窃而停产，苏丹港是南苏丹向苏丹以外地区出售石油的唯一可及地点。苏丹回应说，这是使用苏丹拥有的管道的费用。几辆南苏丹的运油卡车也曾被苏丹短暂扣押，但后来获释，苏丹称这是缓和紧张局势的善意举措。 

## 双边互访
苏丹总统奥马尔·巴希尔于2013年4月12日首次访问南苏丹。 